# Lagos del Norte
Lagos del Norte est une ville de l'Uruguay située dans le département de Rivera. Sa population est de 178 habitants.

## Géographie
La ville est située près de la frontière avec le Brésil.

## Population
| Année | Population |
| ----- | ---------- |
| 1963  | 70         |
| 1975  | 12         |
| 1985  | 3          |
| 1996  | 81         |
| 2004  | 178        |

,